# David Raziel
David Raziel (Vilna, Lituania, 19 de diciembre de 1910 – Irak, 20 de mayo de 1941) fue un líder de la clandestinidad sionista en el Mandato Británico de Palestina y uno de los fundadores del Irgun. Una organización considerada como terrorista, que llevó a cabo actos de terrorismo y asesinatos contra los británicos y contra civiles árabes.
Durante la Segunda Guerra Mundial, el Irgún firmó una tregua con los británicos para poder colaborar en la lucha contra «el mayor enemigo de los hebreos en el mundo: el nazismo alemán». Raziel fue liberado de prisión después de aceptar colaborar con los británicos. Murió en combate en Irak en 1941.

## Biografía
David Rozenson (más tarde Raziel) nació en Smarhon, en el Imperio ruso. En 1914, cuando tenía tres años, su familia emigró a la Palestina otomana, donde su padre enseñaba en Tachkemoni, una escuela religiosa de Tel Aviv. Durante la Primera Guerra Mundial, los turcos exiliaron a la familia a Egipto debido a su ciudadanía rusa. Regresaron al Mandato Británico de Palestina en 1923.
Después de graduarse en Tachkemoni, estudió durante varios años en la Yeshivá Mercaz HaRav Kook en Jerusalén. Fue compañero de estudios habitual del rabino Zvi Yehuda Kook, hijo y sucesor ideológico del Rosh Yeshiva y Gran Rabino de Israel, el rabino Abraham Isaac Kook.
Cuando estalló la masacre de Hebrón de 1929, se unió a la Haganá en Jerusalén, donde estudiaba filosofía y matemáticas en la Universidad Hebrea de Jerusalén.
Su hermana, Esther Raziel-Naor, se convirtió en miembro de la Knesset por Herut, el partido fundado por el líder del Irgun, Menájem Beguín.

## Carrera militar
Cuando se creó el Irgún, Raziel fue uno de sus primeros miembros. En 1937, fue nombrado por el Irgún primer comandante del distrito de Jerusalén y, un año después, comandante en jefe del Irgún. Su mandato como líder estuvo marcado por la violencia contra los árabes, incluida una serie de atentados con bombas en mercados. Algunos de esos ataques fueron en respuesta a la violencia árabe, aunque no apuntaban a los autores específicos de esa violencia, como había sucedido bajo la política de Havlagah. Decenas de árabes murieron en los ataques y cientos más resultaron mutilados. Raziel trabajó en el Irgún con Avraham Stern, Hanoch Kalai y Efraim Ilin. El 6 de julio de 1938, 21 árabes murieron y 52 resultaron heridos por una bomba en un mercado de Haifa; el 25 de julio, una segunda bomba en un mercado de Haifa mató al menos a 39 árabes e hirió a 70; una bomba en el mercado de verduras de Jaffa el 26 de agosto mató a 24 árabes e hirió a 39. Los ataques fueron condenados por la Agencia Judía.
El 19 de mayo de 1939, Raziel fue capturado por los británicos y enviado a la prisión de Acre.
Después del golpe de Estado iraquí de 1941, los británicos pidieron ayuda al Irgún, después de que el general Percival Wavell hiciera que Raziel, un comandante del Irgún, fuera liberado de la prisión de Acre. Le preguntaron si se comprometería a matar o secuestrar a Amin al-Husayni, el muftí, y destruir las refinerías de petróleo de Irak. Raziel aceptó con la condición de que se le permitiera secuestrar al muftí. El 17 de mayo de 1941, fue enviado a Irak con tres de sus camaradas, entre ellos Ya'akov Meridor y Jacob Sika Aharoni, en nombre del ejército británico, ayudaron a derrotar la rebelión pro-Eje de Rashid Ali al-Gaylani en la guerra anglo-iraquí. El 20 de mayo, un avión de la Luftwaffe ametralló cerca de Habbaniyah el coche en el que viajaba, matando a Raziel y a un oficial británico, el mayor Patrick H. Freke Evans. Meridor regresó a Palestina y asumió el mando del Irgún, mientras que Jacob Sika Aharoni comandó misiones para ayudar al Ejército británico a ocupar Irak.
En 1955, los restos de Raziel fueron exhumados y trasladados a Chipre, y nuevamente en 1961 al cementerio militar del Monte Herzl de Jerusalén.